# Доможиров, Дмитрий Андреевич
Дмитрий Андреевич Доможиров (? — после 1802), русский полярный гидрограф, капитан генерал-майорского ранга (1797).  Кавалер Ордена Святого Георгия 4 класса (1793).

## Биография
В 1761 поступил кадетом в Морской Корпус, гардемарин (1765). Окончил Морской шляхетный кадетский корпус (1768). С 1768 — мичман на кораблях Балтийского флота, участник Русско-турецкой войны 1768—1774, Чесменского сражения (1770) на линейном корабле «Не тронь меня». В 1771—1775 находился на крейсерстве в Архипелаге. Произведен в лейтенанты флота (1773). В 1778—1779 в чине лейтенанта вместе с лейтенантом П. И. Григорковым выполнил рекогносцировочную опись Терского берега от с. Пялица до мыса Орлов и оттуда до местечка Плотна и Ломбальских островов; при участии мичмана Поскочина и штурмана Харламова положил на карту п‑ов Святой Нос с лежащим за ним Святоносским заливом. На основании этой описи была составлена подробная карта Белого моря. Капитан-лейтенант флота (январь 1779). В 1780—1782 — участник двух морских переходов из Архангельска в Кронштадт. 
С 1782 служил на кораблях Черноморского флота. С января 1784 — капитан 2-го ранга. В 1783—1785 командовал фрегатом «Стрела», ежегодно плавал на нём в Чёрном море. В 1786 году — командир линейного корабля «Александр», потерпел на нём крушение у мыса Тарханкута по пути из Херсона в Севастополь, за что был отдан под суд, но милостиво прощен царицей Екатериной (1787). 
В 1788—1794 — капитан над Севастопольским портом. Капитан 1-го ранга (апрель 1789). Участник Русско-турецкой войны 1787—1791 годов. В ноябре 1793 за беспорочную выслугу в офицерских чинах, участие в 18‑ти шестимесячных морских кампаниях удостоен Ордена Святого Георгия 4 класса. Произведен в капитаны бригадирского ранга (сентябрь 1793). Награждён орденом Св. Владимира 3-й степени (02.09.1793) за «ревностное и усердное старание в исправлении и снабжении флота в Севастополе». В 1795—1798 годах — командовал флотской береговой командой в Херсоне. Произведен в капитаны генерал-майорского ранга (24 сентября 1797). С января 1802 — в отставке.